# 敬顯儁
敬顯儁（？—560年代），字孝英，一字顯儁，平陽郡泰平縣（今山西省临汾市襄汾县）人，北魏、東魏、北齊官员。

## 生平
敬顯儁年少时英勇豪侠，与江湖豪傑来往，以奉朝请为起家官。当时灵太后当朝，北魏党派纷争，敬顯儁辞官回到故乡。魏孝庄帝元子攸即位，敬顯儁回到朝廷，魏孝庄帝嘉奖敬顯儁的功勋，封他为泰平县开国子，任命为晋州别驾。永安末年，尔朱荣被杀后战乱纷争，高欢出任晋州刺史时，敬顯儁派遣使者请求拜见高欢，高欢和敬顯儁相谈后很高兴，启用敬顯儁出任晋州别驾。等到高欢在信都起兵反对尔朱氏，任命敬顯儁为行台仓部郎中。敬顯儁跟随高欢进攻邺城，接受命令建造土山。邺城被攻克后，敬顯儁因功封永安县侯，食邑一千户，出任车骑将军、度支尚书，很快转任都官尚书。敬顯儁又跟随高欢参与韩陵之战，击败尔朱氏的联军，与各位将军征讨，屡有战功。魏孝静帝元善见即位后，以敬顯儁出任汾州刺史，敬顯儁很快转任晋州刺史，车骑将军、永安侯如故。敬顯儁后跟随高欢平定贼寇，击败宇文泰。武定六年（548年），侯景渡过长江，魏孝静帝元善见诏令斛律平出任大都督，率领青州刺史敬显儁、左卫将军厍狄伏连等人攻占寿阳、宿预三十余城，夺取三江口，敬显儁建造了很多城堡。之后敬显儁参与镇压了一次幽燕地带的民变，加仪同三司。敬顯儁又出任骠骑大将军、颍州刺史、大都督、颍州诸军事、仪同三司、开国侯如故，带着以宗族为核心的部曲前往颍州上任。武定八年五月丙辰（550年6月7日），魏孝静帝下禅让诏书，又命令兼任太尉、彭城王元韶和兼任司空敬显儁奉禅让文书给齐王高洋，再度派遣兼任太保、彭城王元韶和兼任司空敬显儁向高洋奉上皇帝印玺。天保五年（554年）二月，齐文宣帝诏令六州大都督段韶讨伐东方白额，段韶到达之后，恰逢南梁将军严超达等军进攻泾州，陈霸先又率领大军将要进攻广陵城，刺史王敬宝派遣使者告急，又有尹思令率领部下一万多人谋划偷袭盱眙城。北齐军队全部畏战不前，段韶对将军们说：“自从南梁政局动乱以来，国家没有固定的君主，人人动摇不定，谁强就跟谁。陈霸先等人智小谋大，政令不一，外表看起来似乎同心，实际上离心离德。诸位将军不值得为之担忧，我已经筹划好了。”段韶于是留下仪同敬显儁、尧难宗等人防守宿预，自己带领步兵骑兵数千人兼程赶赴泾州。北齊河清年间，敬顯儁在兗州刺史任内去世。
《舊唐書》敬君弘傳中稱他官至尚書右僕射，敬君弘是他的曾孫。

## 家庭

### 儿子
- 敬长瑜，北齐合州刺史

### 孙子
- 敬德亮，隋朝尚书郎

## 延伸阅读
[在维基数据编辑]
 《北齊書·卷26》，出自李百药《北齊書》
 《北史·卷055》，出自李延壽《北史》